# Литвански литас
Литас (литвански: litas) била је званична валута Литваније. Један литас имао је 100 центи. Литас је издавала Банка Литваније. Инфлација у 2011. је износила 1,8%. Међународни код валуте био је LTL.
Литас је први пут уведен 1922, после Првог светског рата и поново, када је Литванија повратила независност, 1993. године. Прелазак са рубље на литас је обележила привремена валута – талонас. Име је створено на основу имена државе, слично Летонији и лату. Курс литаса је био везан за амерички долар од 1994. до 2002. у односу 1:4. Литванија је 1. јануара 2015. званично заменила литас евром.
Папирне новчанице су се издавале у апоенима од 10, 20, 50, 100, 200 и 500 литаса, а ковани новац у апоенима од 1, 2, 5, 10, 20 и 50 центи као и 1, 2 и 5 литаса.